# Gumières
Gumières är en kommun i departementet Loire i regionen Auvergne-Rhône-Alpes i centrala Frankrike. Kommunen ligger i kantonen Saint-Jean-Soleymieux som tillhör arrondissementet Montbrison. År 2022 hade Gumières 319 invånare.

## Befolkningsutveckling
Antalet invånare i kommunen Gumières
| Referens: INSEE |